# 2008-as Tour de Luxemburg
A 2008-as Tour de Luxemburg volt a 68. Luxemburgi kerékpárverseny. Június 4. és június 8. között került megrendezésre, össztávja 703,1 kilométer volt. Végső győztes a holland Joost Posthuma lett, megelőzve a svájci Michael Albasinit és a luxemburgi Fränk Schlecket.

## Szakaszok
| Szakasz | Dátum     | Rajt        | Cél         | km    | Szakaszgyőztes      | Összetettben vezető |
| ------- | --------- | ----------- | ----------- | ----- | ------------------- | ------------------- |
| Prolog  | Június 4. | Luxemburg   | Luxemburg   | 2,4   | Fabian Cancellara   | Fabian Cancellara   |
| 2.      | Június 5. | Luxemburg   | Mondorf     | 177,2 | Juan José Haedo     | Fabian Cancellara   |
| 3.      | Június 6. | Schifflange | Differdange | 197   | Ignatas Konovalovas | Fabian Cancellara   |
| 4.      | Június 7. | Wiltz       | Diekirch    | 172,2 | Michael Albasini    | Joost Posthuma      |
| 5.      | Június 8. | Mersch      | Luxemburg   | 154,3 | Salvatore Commesso  | Joost Posthuma      |

## Végeredmény
|    | Versenyző           | Idő          |
| -- | ------------------- | ------------ |
| 1  | Joost Posthuma      | 17 óra 43:02 |
| 2  | Michael Albasini    | + 0:01       |
| 3  | Fränk Schleck       | + 0:18       |
| 4  | Ignatas Konovalovas | + 0:54       |
| 5  | Assan Basajew       | + 0:56       |
| 6  | Sebastian Langeveld | + 1:00       |
| 7  | Thomas Rohregger    | + 1:08       |
| 8  | Sergey Lagutin      | + 1:09       |
| 9  | José Mendes         | + 1:10       |
| 10 | Roman Kreuziger     | + 1:29       |